# ستاره‌گون (سرده)
ستاره گون (نام علمی: Astrantia) نام یک سرده از تیره چتریان است.